# Danielle Brisebois
Danielle Anne Brisebois (Brooklyn, Nova Iorque, 28 de junho de 1969) é uma cantora, compositora, atriz e produtora musical americana. Como reconhecimento, foi nomeada ao Oscar 2015 na categoria de Melhor Canção Original por "Lost Stars" de Begin Again.